# Caravela
Caravela ist die nördlichste Insel des Bissagos-Archipels, der zu Guinea-Bissau gehört.
Die Insel ist fast gänzlich von Mangrovenwäldern bewachsen. Sehenswert sind die weißen, sandigen und sauberen Strände.
Sie gehört mit weiteren Inseln zum Verwaltungssektor Caravela.

## Daten und Fakten
- Areal: 128 km²
- Küstenlinie: 56 km
- Entfernung zur nächsten Insel: 1 km
- Entfernung zum Festland: 37 km
- ICAO-Code: GGCV